# 葑醇
葑醇（英語：fenchol），又称小茴香醇或1,3,3-三甲基-2-降冰片烷醇。是一种单萜类物质，为冰片的同分异构体。天然品存在于白云杉、松树油、小茴香油中。具有强烈的樟脑气味,伴有白柠檬味,微带干土壤似气味。被用作溶剂,有机中间体,食用香料和调香剂。其存在α-葑醇和β-葑醇两种异构体。其中天然构型(1R)-endo-(+)-葑醇广泛运用于香水中。同时也是罗勒特征气味的来源。同时在一些紫菀属植物的挥发性精油成分中可占据15.9%的成分。

## 性质
葑醇有4种不同的立体构型，其物理性质有较大差别。 α-体是无色至草黄色结晶体，不溶于水；β-体和消旋体在室温下为液体，微溶于水。但都溶于乙醇和乙醚。
| 名称                  | 结构 | 熔沸点                        | cas号      |
| --------------------- | ---- | ----------------------------- | ---------- |
| (+)-(1R,2R,4S)-α-葑醇 |      | 熔点45℃。沸点201～202℃        | 2217-02-9  |
| (-)-(1S,2S,4R)-α-葑醇 |      | 熔点47℃。沸点94℃ (2.67kPa)    | 512-13-0   |
| (+)-(1R,2S,4S)-β-葑醇 |      | 资料暂缺                      | 64439-31-2 |
| (-)-(1S,2R,4R)-β-葑醇 |      | 熔点3～4℃。 沸点91℃ (2.40kPa) | 470-08-6   |
| 消旋体                |      | 熔点38～39℃。沸点201.4℃       |            |

## 合成
葑醇在生物体内由焦磷酸香叶酯中间经异构化成焦磷酸芳樟酯得到。
工业上是由葑酮加氢、或从松萜烯制取得到。葑酮加氢产物为消旋体。